# Andrew Sean Greer
Andrew Sean Greer (Washington, 5 novembre 1970) è uno scrittore statunitense,  vincitore del Premio Pulitzer per la narrativa nel 2018 con il romanzo Less.

## Biografia
Nato a Washington nel 1970, figlio di due scienziati, ha studiato scrittura all'Università Brown e dopo la laurea ha abitato a New York dove ha svolto svariati mestieri quali l'autista, il maître e l'autore televisivo.
Completati gli studi all'Università del Montana, si è trasferito a San Francisco è ha iniziato a pubblicare racconti in riviste prima di esordire nel 2000 con la raccolta di short-stories How It Was for Me.
In seguito ha pubblicato un'altra raccolta di racconti, La ballata di Pearlie Cook, e alcuni romanzi di successo fra cui La storia di un matrimonio e Le confessioni di Max Tivoli vincendo il Premio Bottari Lattes Grinzane e il Premio Fernanda Pivano nel 2014.
Nel 2017 pubblica il romanzo Less, che gli vale il Premio Pulitzer 2018 per la narrativa. Vive tra gli Stati Uniti e l'Italia.
Greer è dichiaratamente gay.

## Opere

### Racconti
- How It Was for Me (2000)
- La ballata di Pearlie Cook (The ballad of Pearlie Cook), Milano, Adelphi, 2009 ISBN 978-88-459-2421-7.

### Romanzi
- La via dei pianeti minori (The Path of Minor Planets, 2001), Milano, La nave di Teseo, 2019 ISBN 978-88-934-4868-0.
- Le confessioni di Max Tivoli (The Confessions of Max Tivoli), Milano, Adelphi, 2004 ISBN 88-459-1915-3.
- La storia di un matrimonio (The Story of a Marriage), Milano, Adelphi, 2008  ISBN 978-88-459-2328-9.
- Le vite impossibili di Greta Wells (The impossible lives of Greta Wells), Milano, Bompiani, 2013 ISBN 978-88-452-7460-2.
- Less (Less: a novel), Milano, La nave di Teseo, 2017 ISBN 978-88-93442-78-7.
- Less a zonzo (Less Is Lost, 2022), Milano, La nave di Teseo, 2023 ISBN 9788834611937.